# 斯大林格勒拖拉机厂
斯大林格勒捷尔任斯基拖拉机厂 (ВгТЗ, VgTZ)是苏联第一个五年计划期间通过引进外国技术而建成的大型拖拉机制造厂。是苏德战争期间斯大林格勒会战中反复争夺的战场。

## 历史
苏联在第一个五年计划期间，引进美国和德国的拖拉机技术装备，由阿尔伯特·卡恩合伙公司仅用时十个月于1930年完成建厂，称为“以费利克斯·埃德蒙多维奇·捷尔任斯基命名的斯大林格勒拖拉机厂”(俄语：Сталинградский тракторный завод им. Ф. Э. Дзержинского, 。先后在这里工作的美国工程师就有730名。
苏德战争爆发之前，斯大林格勒拖拉机厂的主要产品仍然是拖拉机，而不是坦克。1941年开始生产T-34坦克。由于V2柴油发动机短缺，便开始使用M-17F汽油发动机。斯大林格勒红十月工厂生产装甲板；斯大林格勒拖拉机厂进行总装。1941年秋，“齿接”样式的车体在拖拉机厂投产。41年10月拖拉机厂设计全钢负重轮，11月投产。1942年9月工厂在斯大林格勒会战中成为废墟，直至1946年复产。该厂的T-34坦克产量：
| 1941年7月 | 1941年8月 | 1941年9月 | 1941年10月 | 1941年11月 | 1941年12月 | 1942年1月 | 1942年2月 | 1942年3月 | 1942年4月 | 1942年5月 | 1942年6月 | 1942年7月 | 1942年8月 | 1942年9月 |
| --------- | --------- | --------- | ---------- | ---------- | ---------- | --------- | --------- | --------- | --------- | --------- | --------- | --------- | --------- | --------- |
| 93        | 155       | 165       | 124        | 200        | 219        | 234       | 250       | 290       | 300       | 305       | 298       | 421       | 290       | 101       |

2002年，划分为4家子公司： 
- 拖拉机公司VgTZ
- 俄罗斯机器制造厂
- 商业开发地区
- 伏尔加格勒拖拉机厂

2005年技术破产后重组。 VgTZ成为切博克萨雷的"Tractor Plants"子公司.

## 产品

### 军车
- T-26 1933年8月，斯大林格勒拖拉机厂的2号车间建成，专门用来组织生产T-26轻型坦克。继最初生产T-26坦克的列宁格勒基洛夫工厂（LKZ）之后，斯大林格勒拖拉机厂成了T-26坦克的第二个生产中心。斯大林格勒拖拉机厂生产的首批5辆T-26坦克于1933年年底交付。1934年仅向红军交付了23辆T-26坦克。到1935年，交付的坦克数量增加到了115辆。
- T-34 (1940–42)
- STZ-5 中型火炮牵引车。1937年至1942年间在斯大林格勒拖拉机厂生产9900辆。
- PT-76 (1951–67)
- BMD-1
- BMD-2
- BMD-3
- BMD-4 (2004–present)
- 2S25反战车自走炮

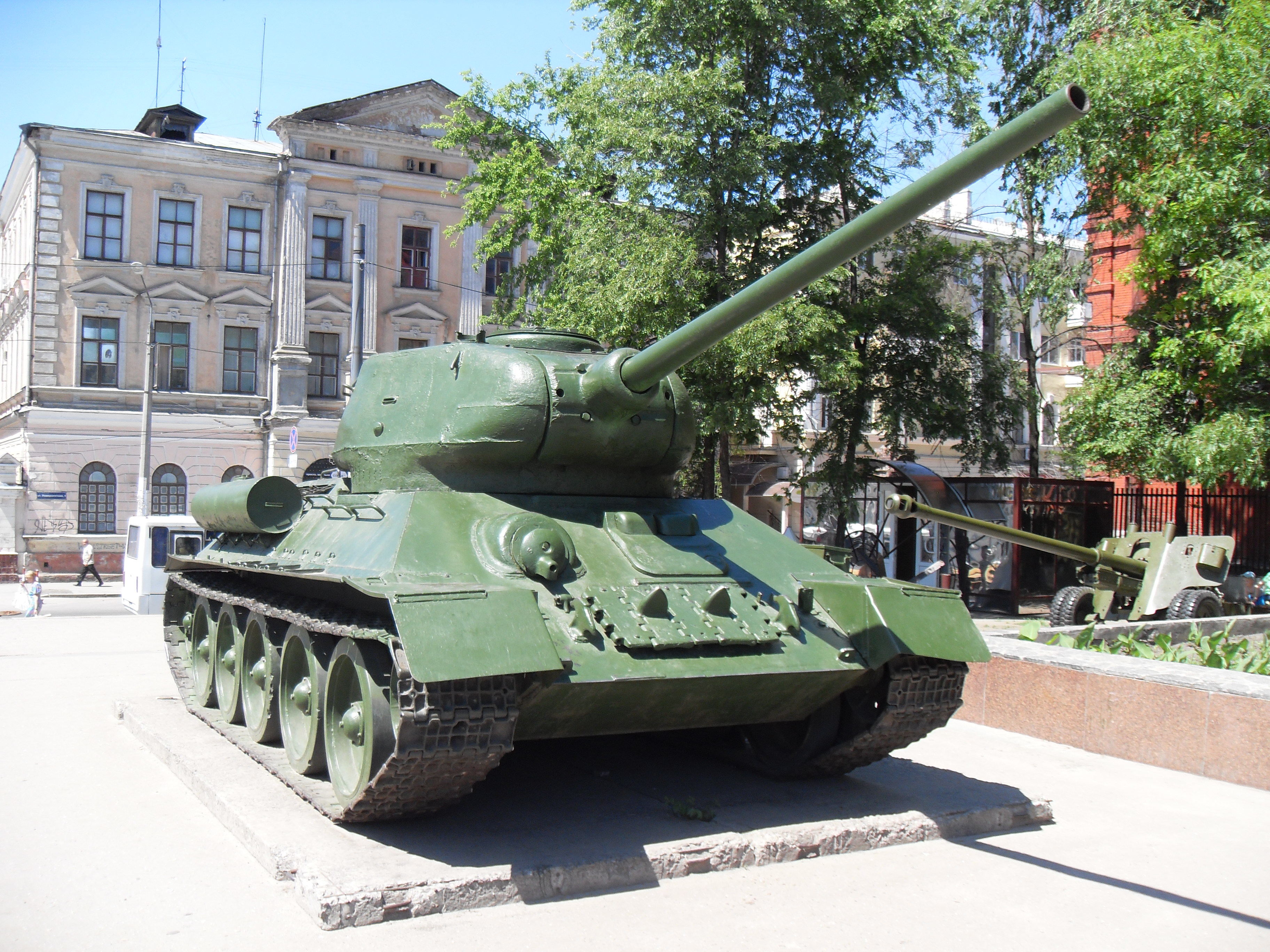
Т-34
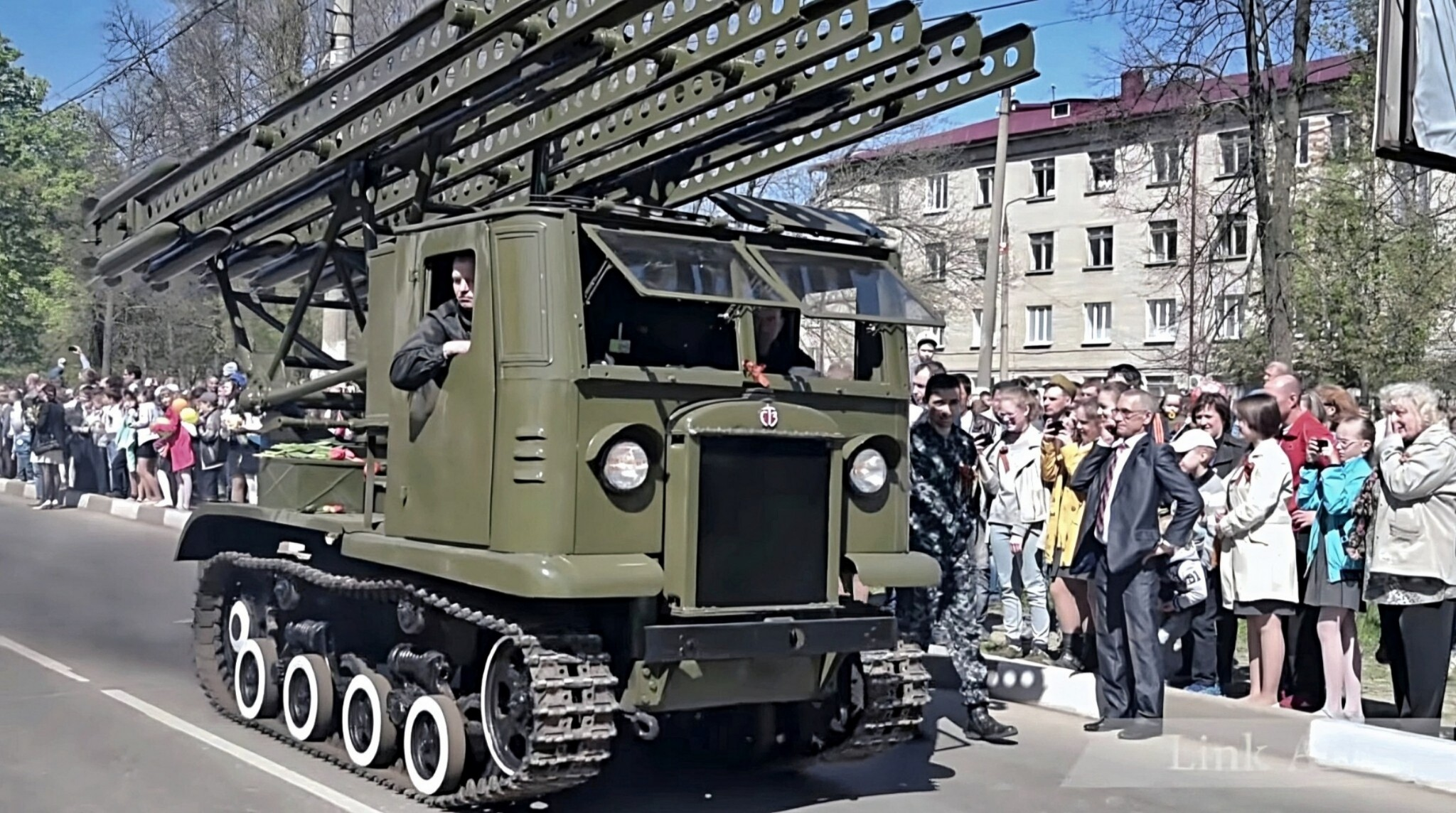
Katusha BM-13 STZ-5-NATI
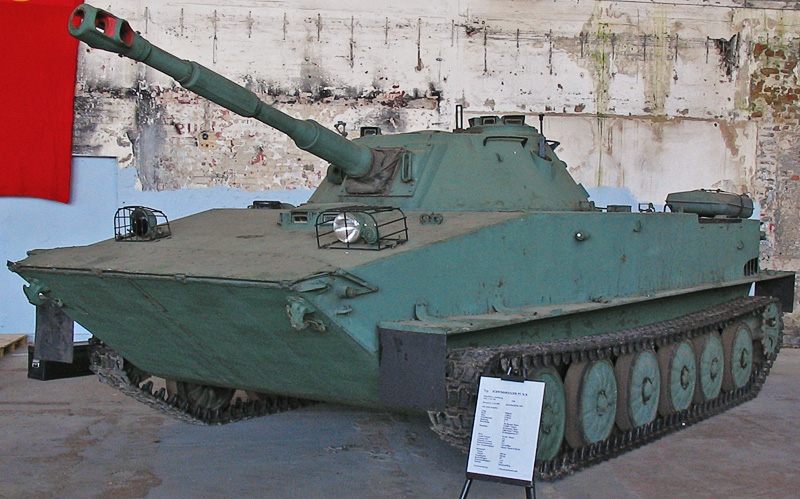
PT-76
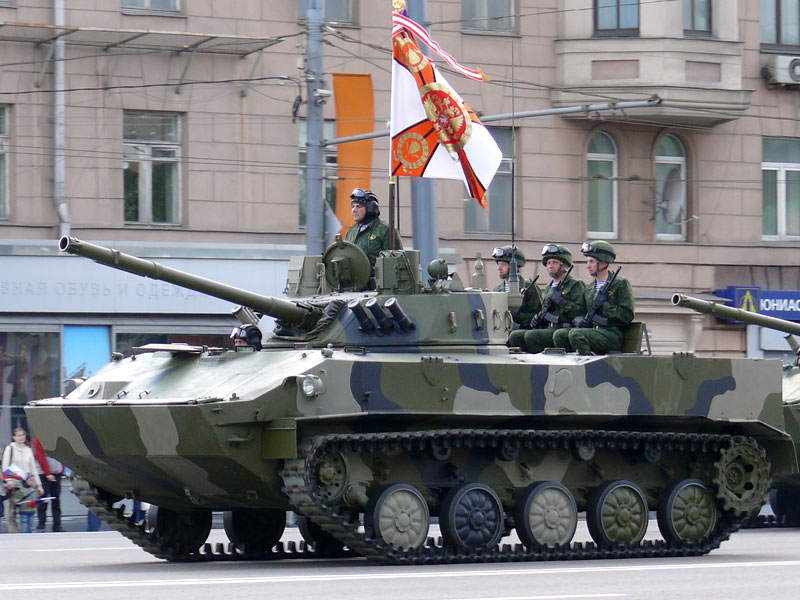
BMD-4

### 拖拉机
- 斯哈特日15/30型轮式拖拉机（俄语：СХТЗ 15/30）（有时也称为STZ-1），借鉴了美国万国收割机公司（英语：International Harvester）的麦考米克-迪灵（McCormick-Deering）15-30型。1930年6月17日，第一台STZ-1型轮式拖拉机驶下了斯大林格勒拖拉机厂的生产线。到1932年，该工厂每天可以生产144台STZ-1型拖拉机。
- 斯特日-纳齐履带式拖拉机(1937–49)，苏联第一款自主设计的履带拖拉机。1937年至1952年间，斯大林格勒拖拉机厂生产了这种代号为STZ-3的履带式农用拖拉机，总产量约为191000辆。
- DT-54 (1949–63)：中国东方红-54履带式拖拉机原型
- DT-75 (1963–present)
- VT-100 (1990s–present)
- Agromash 90TG (2009–present)
- Agromash 315TG

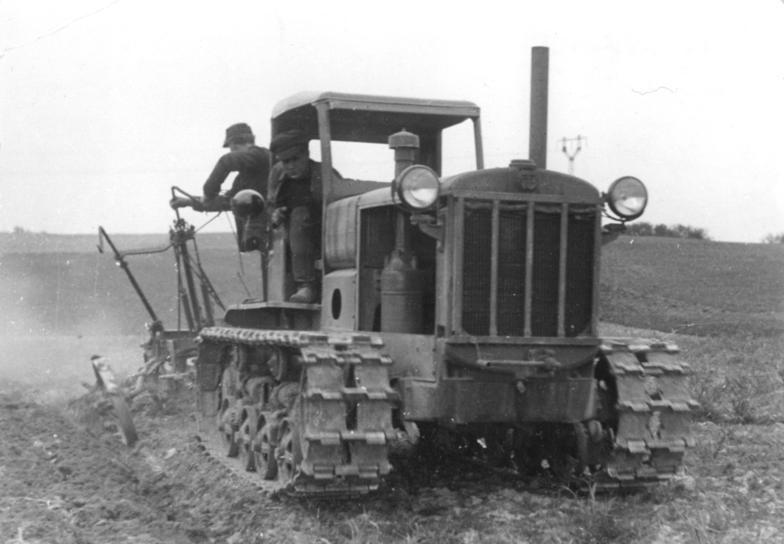
斯特日-纳齐履带式拖拉机I
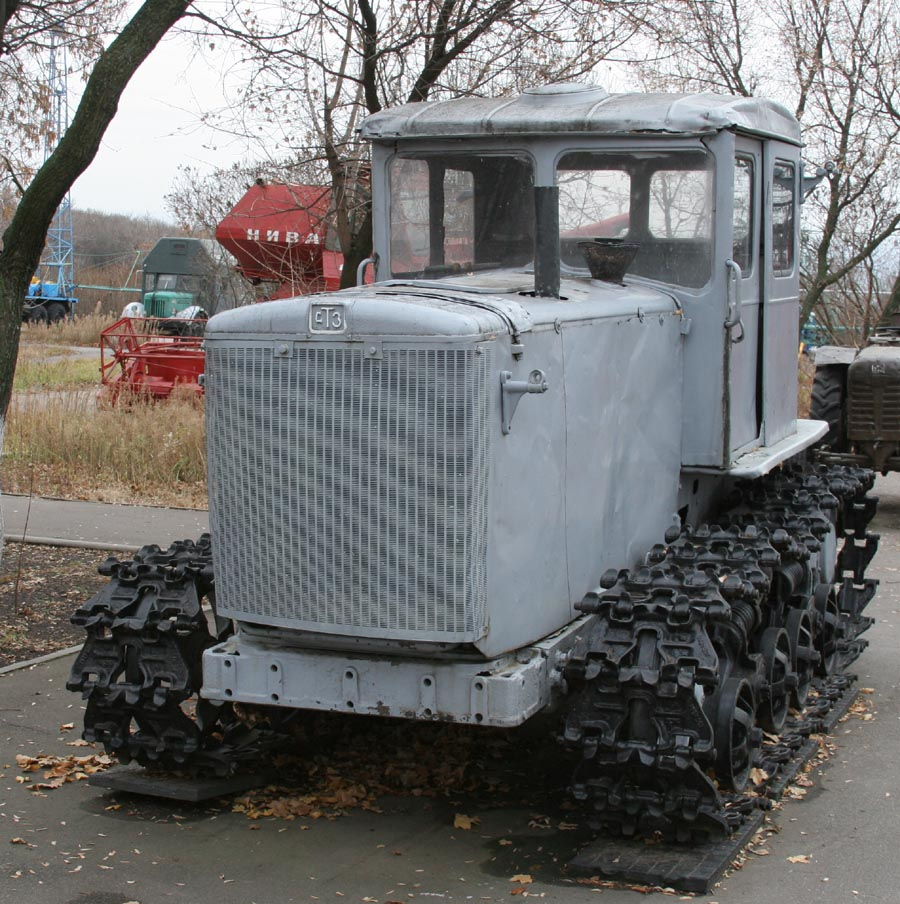
DT-54
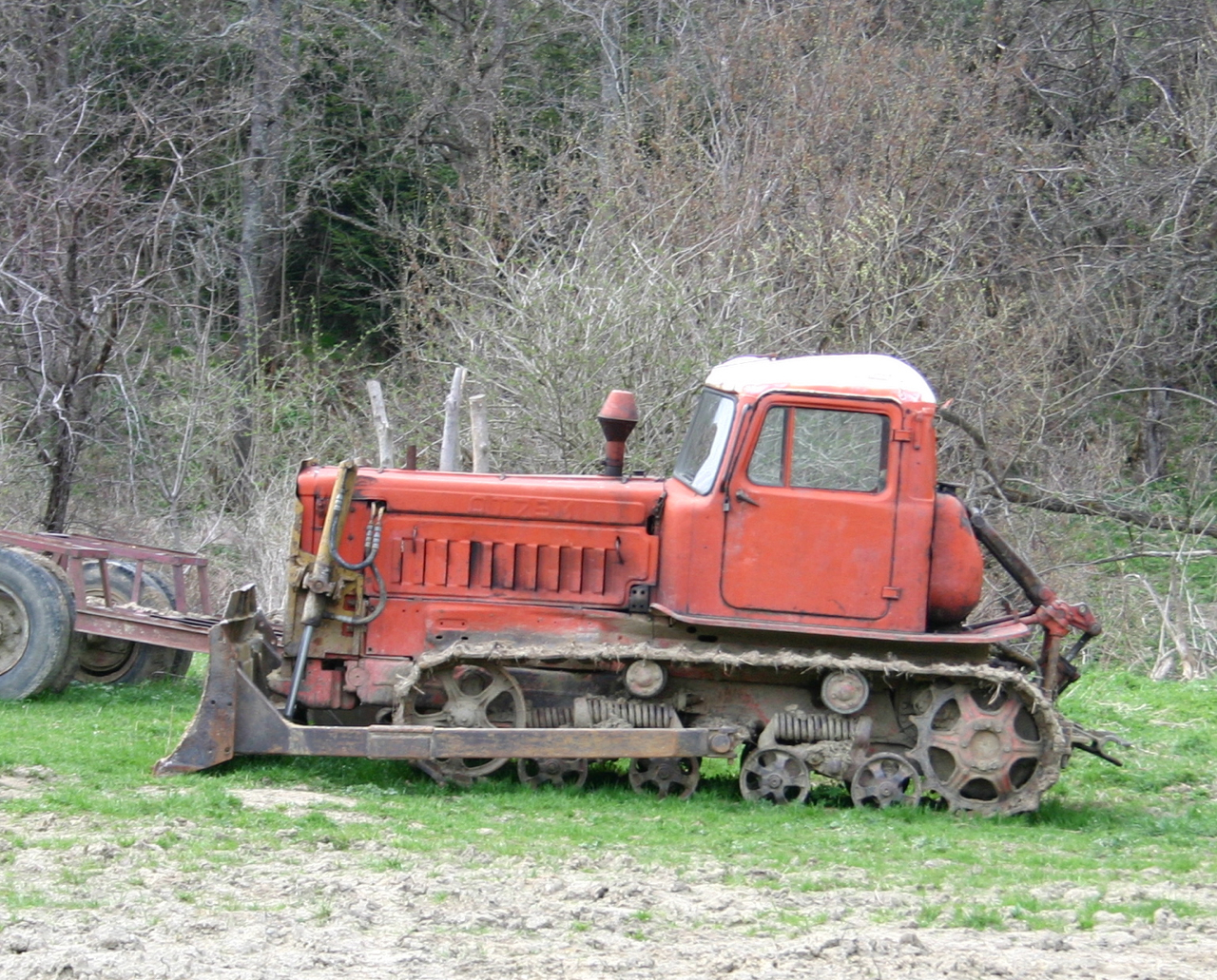
DT-75的早期波兰生产型
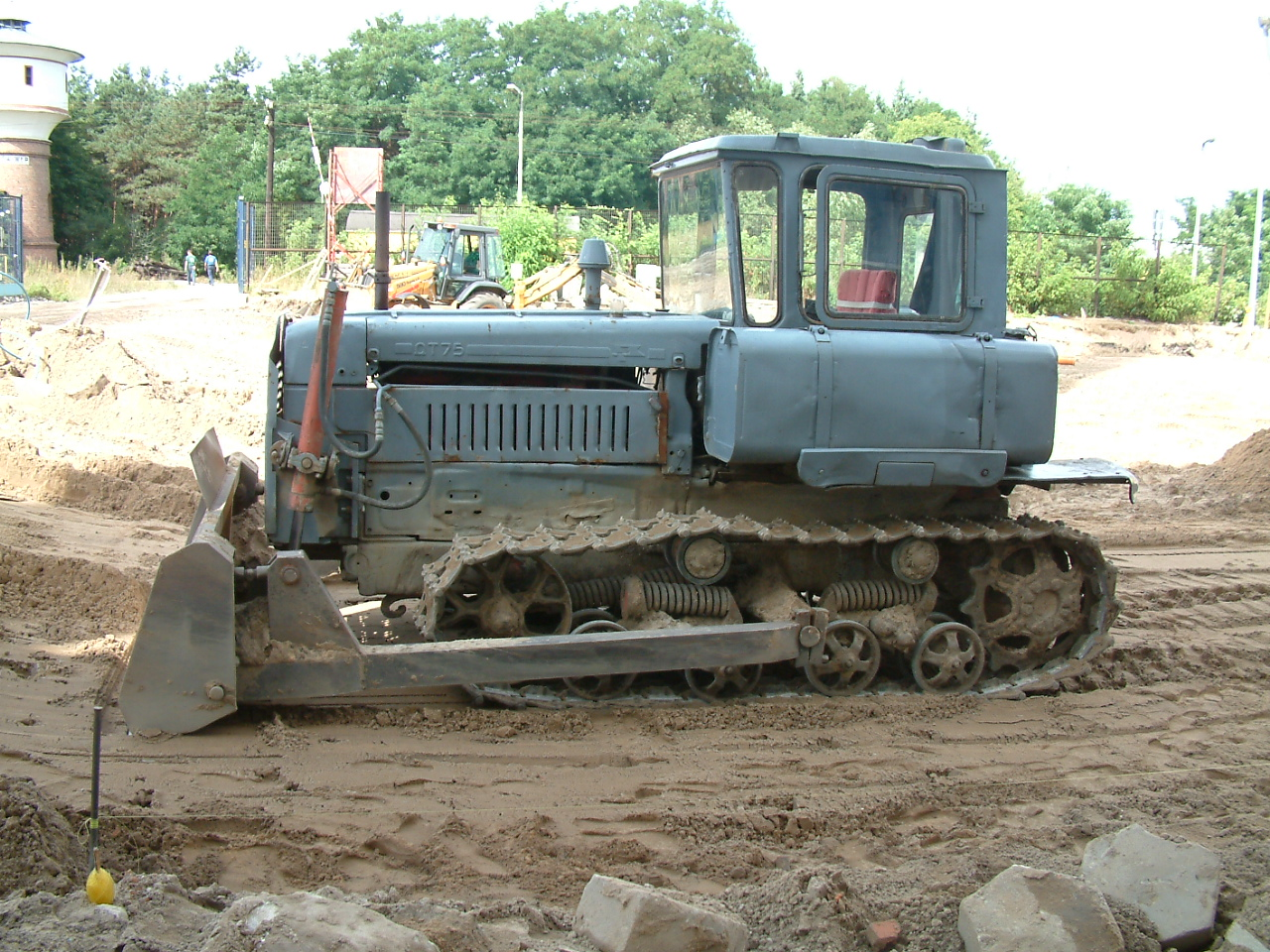
DT-75
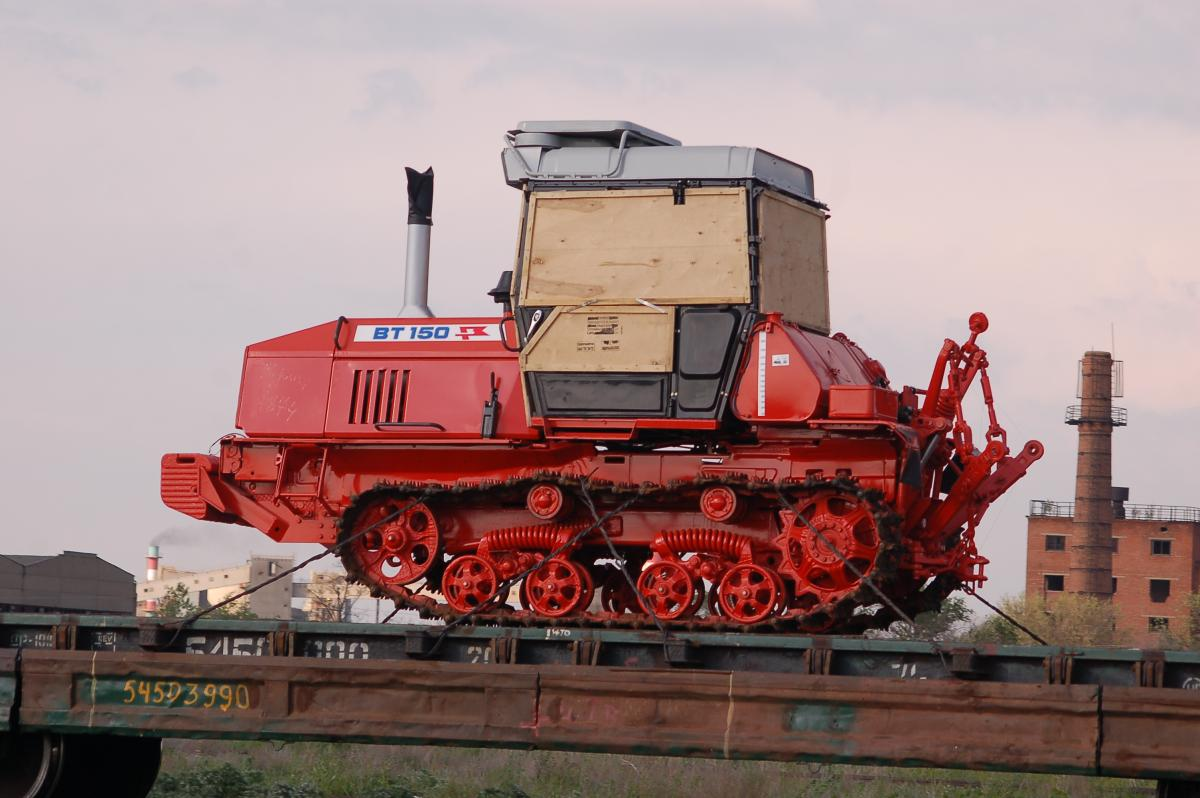
VT-100

## 图片

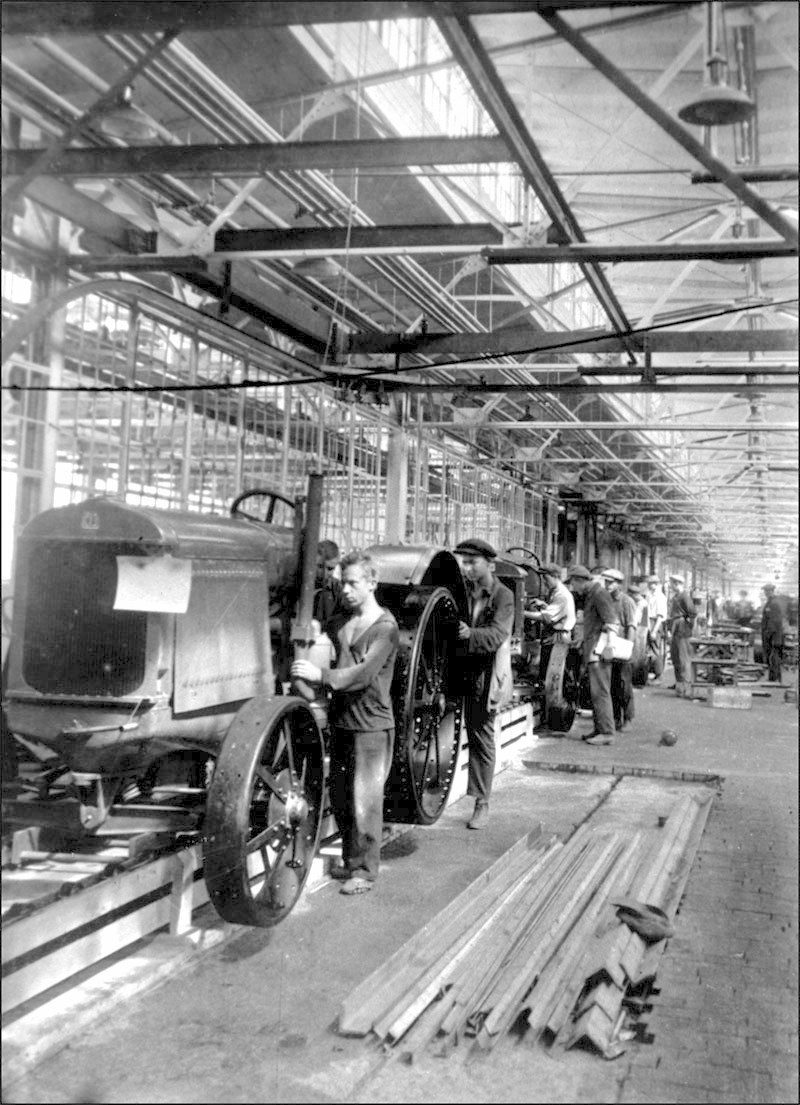
三十年代的斯大林格勒拖拉机厂
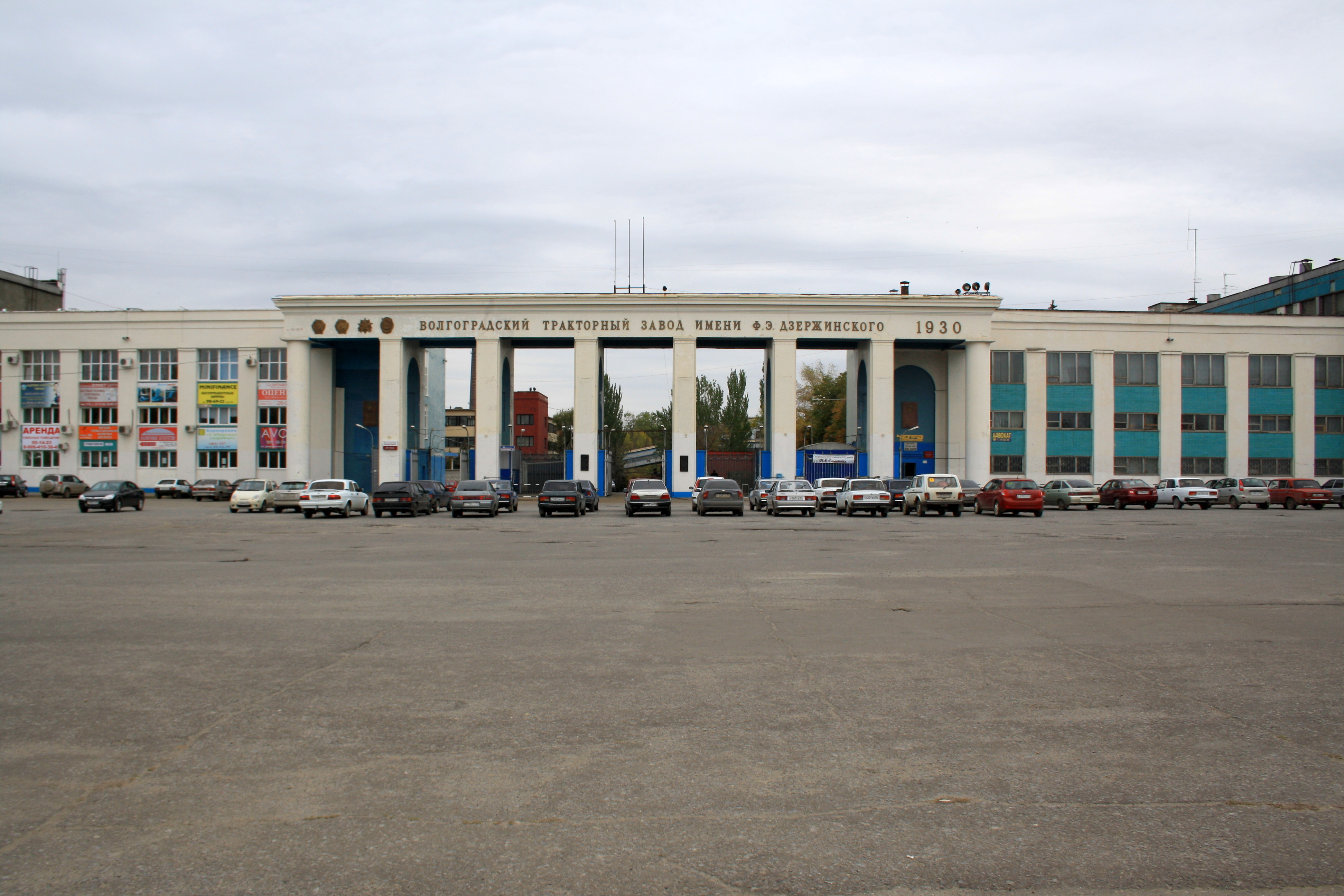
斯大林格勒拖拉机厂
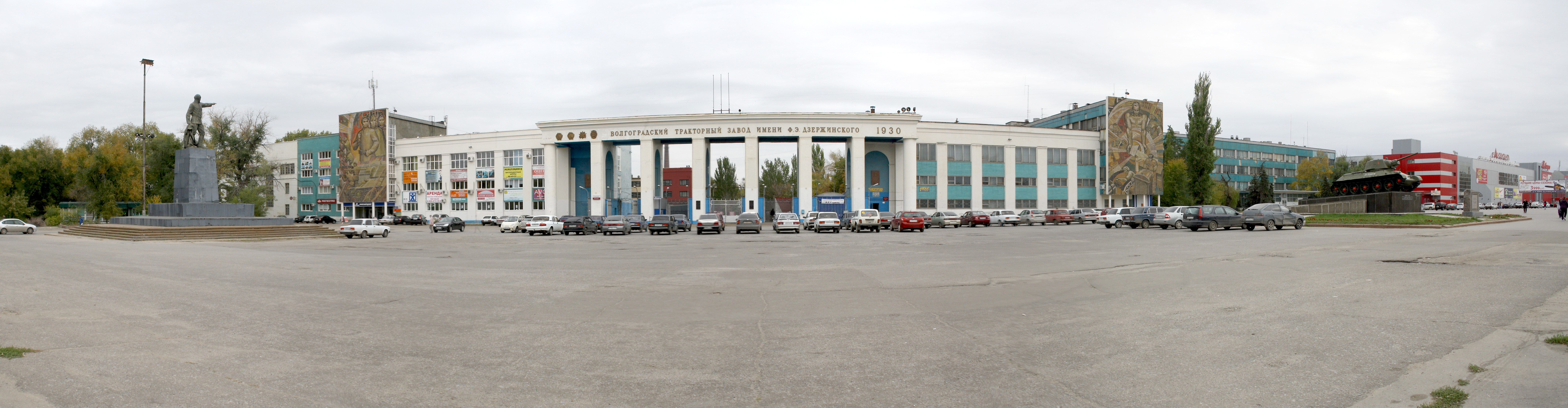
斯大林格勒拖拉机厂

## 进一步阅读
- Melnikova-Raich, Sonia. . IA, The Journal of the Society for Industrial Archeology. 2010, 36 (2): 57–80. ISSN 0160-1040. JSTOR 41933723. (abstract （页面存档备份，存于）)